# Le Bultia
Le Bultia est un hameau du village de Nalinnes, dans la province du Hainaut, en Belgique. Avec Nalinnes il fait aujourd’hui administrativement partie de la commune de Ham-sur-Heure-Nalinnes, en Région wallonne de Belgique.

## Histoire
Au départ un simple carrefour au croisement entre l’importante route nationale 5 (chaussée de Philippeville) allant de Charleroi à Philippeville (nord-sud) avec la route de Nalinnes à Gerpinnes (ouest-est), le hameau est devenu presque aussi important que le village de Nalinnes duquel il dépendait. Le carrefour est devenu un rond-point à cinq branches au centre duquel trône la statue d’un ''marcheur'' de Gerpinnes. 
Au contraire de Nalinnes, situé à cinq kilomètres au sud-ouest du Bultia, qui a gardé un aspect rural et plus tranquille, Le Bultia s’est développé en centre commercial important desservant les villages des environs avec supermarché, restaurants, pharmacie, libraire, services de banque et téléphonie, école, et autres activités commerciales. Le hameau a même son église (église Saint-Benoît) devenue paroissiale dans les années 1950.

## Galerie

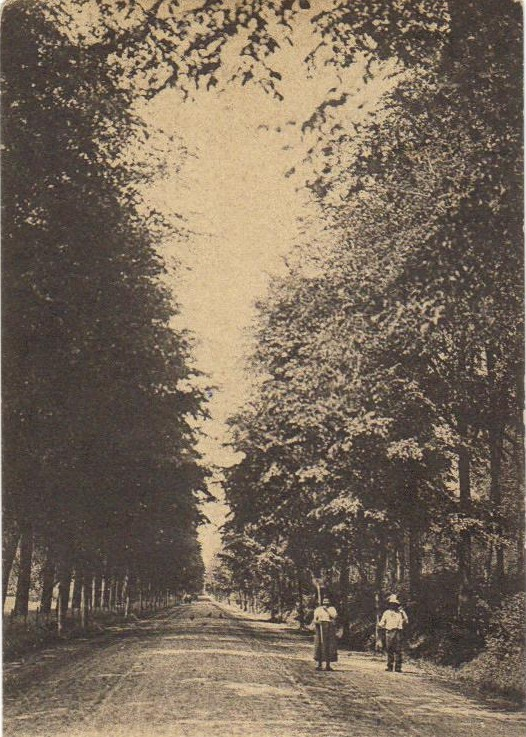
La chaussée de Philippeville (RN 5) au Bultia, en 1904.
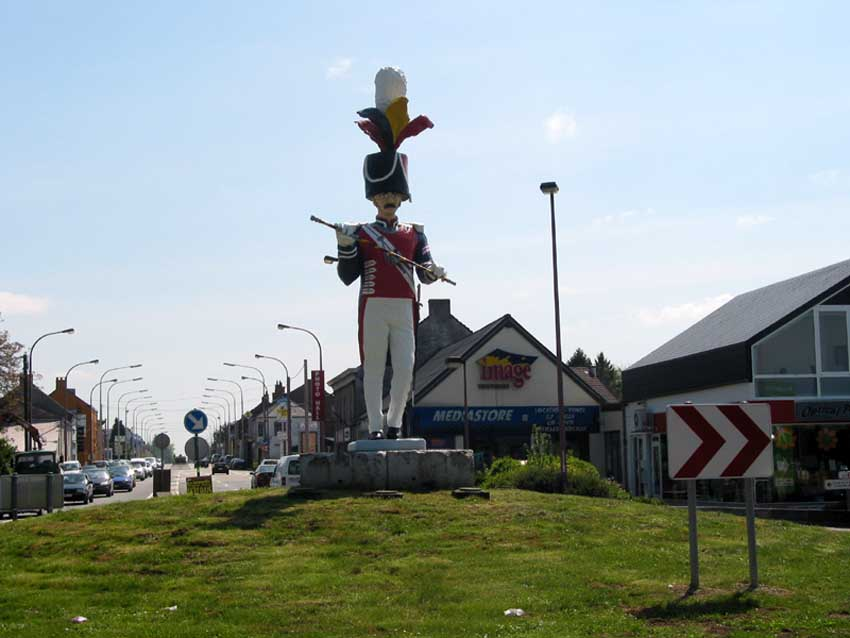
Le "Marcheur", (rond-point du Bultia).
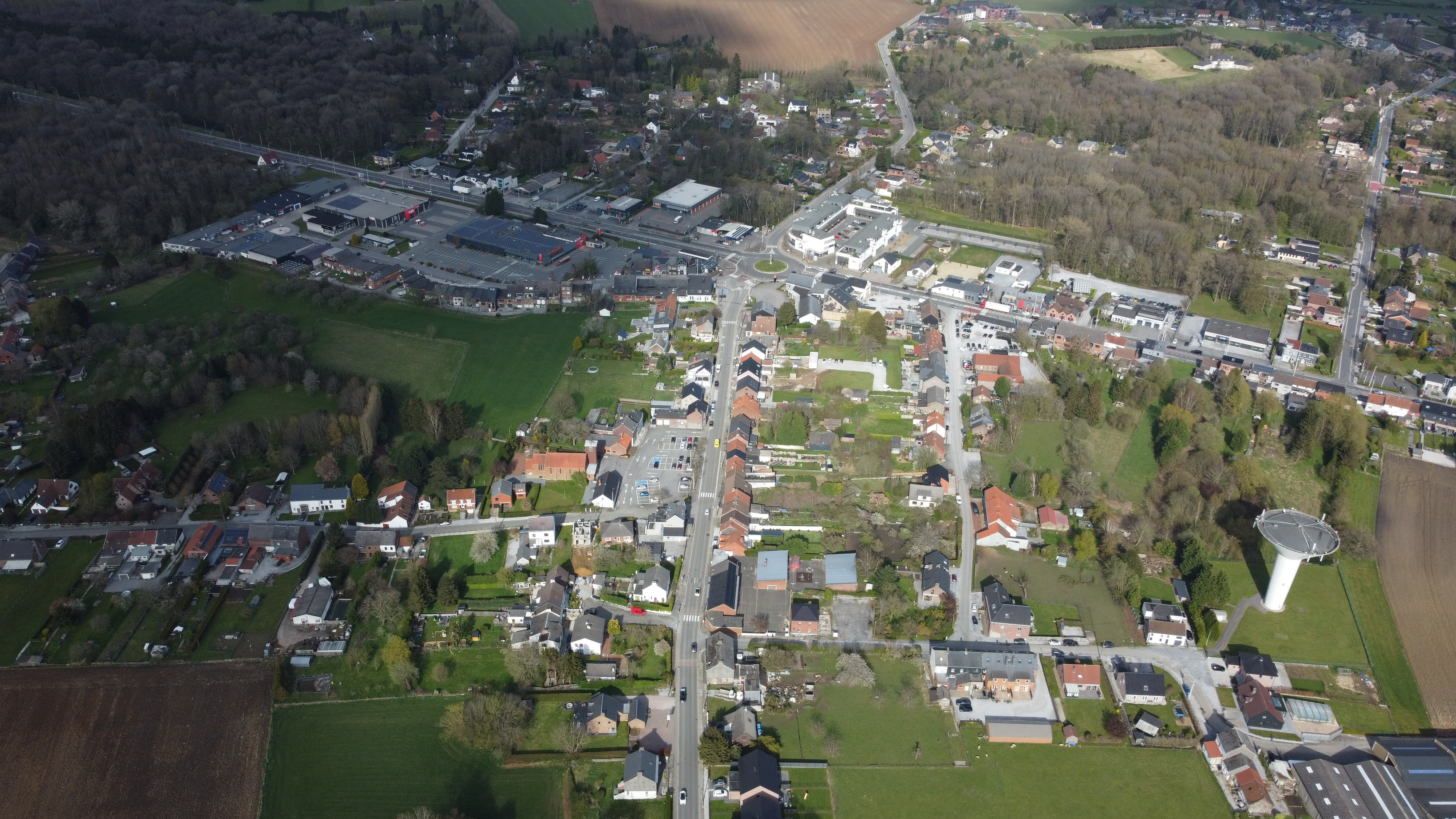
Vue aérienne du quartier.
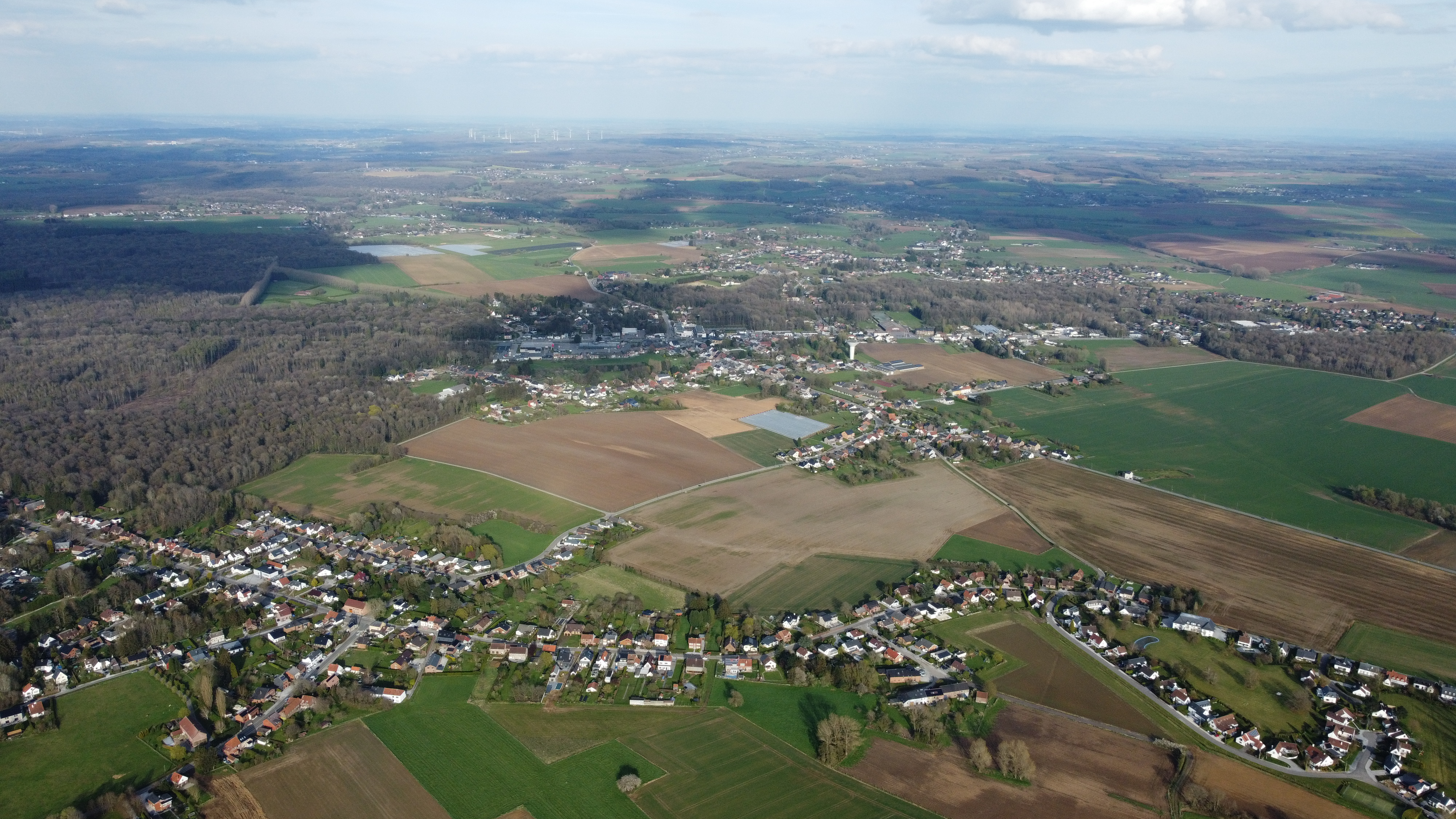
Vue panoramique aérienne de Nalinnes-Bultia.